# Kyje
Kyje (německy Keeg) jsou městská čtvrť a katastrální území Prahy v městské části Praha 14, v obvodu Praha 9. Je zde evidováno 112 ulic a 1434 adres. Žije zde přibližně 9 tisíc obyvatel.
Nejstarší a nejvýraznější stavební památkou je farní kostel sv. Bartoloměje. Jedná se o jednolodní románskou stavbu z první poloviny 13. století. Původní fara ze 14. století se nedochovala a současná stavba fary je z 18. století.

## Historie

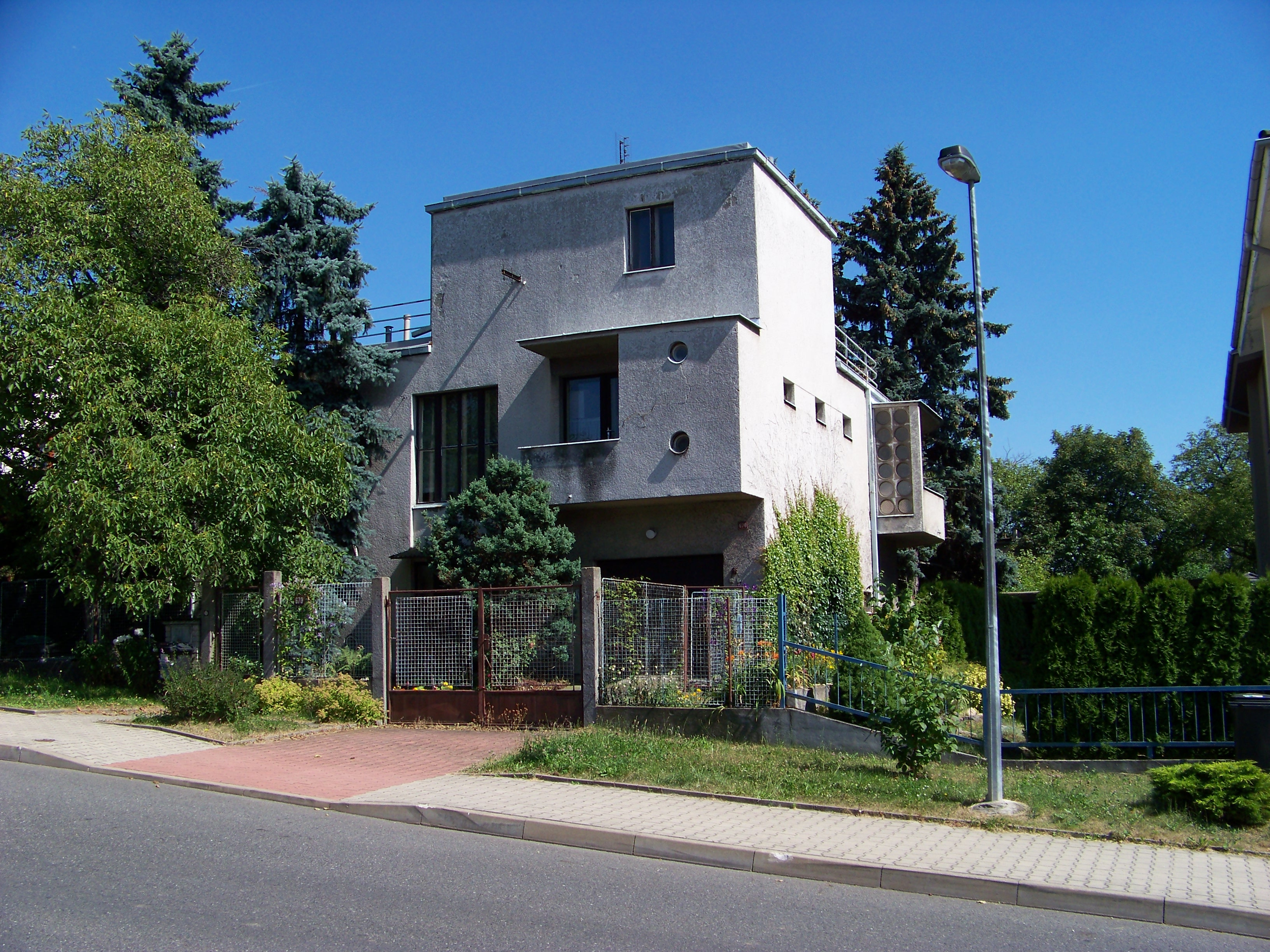
Funkcionalistická vila v Jordánské ulici z let 1940–1941 od architekta Zdeňka Kejře. Je chráněna jako kulturní památka.

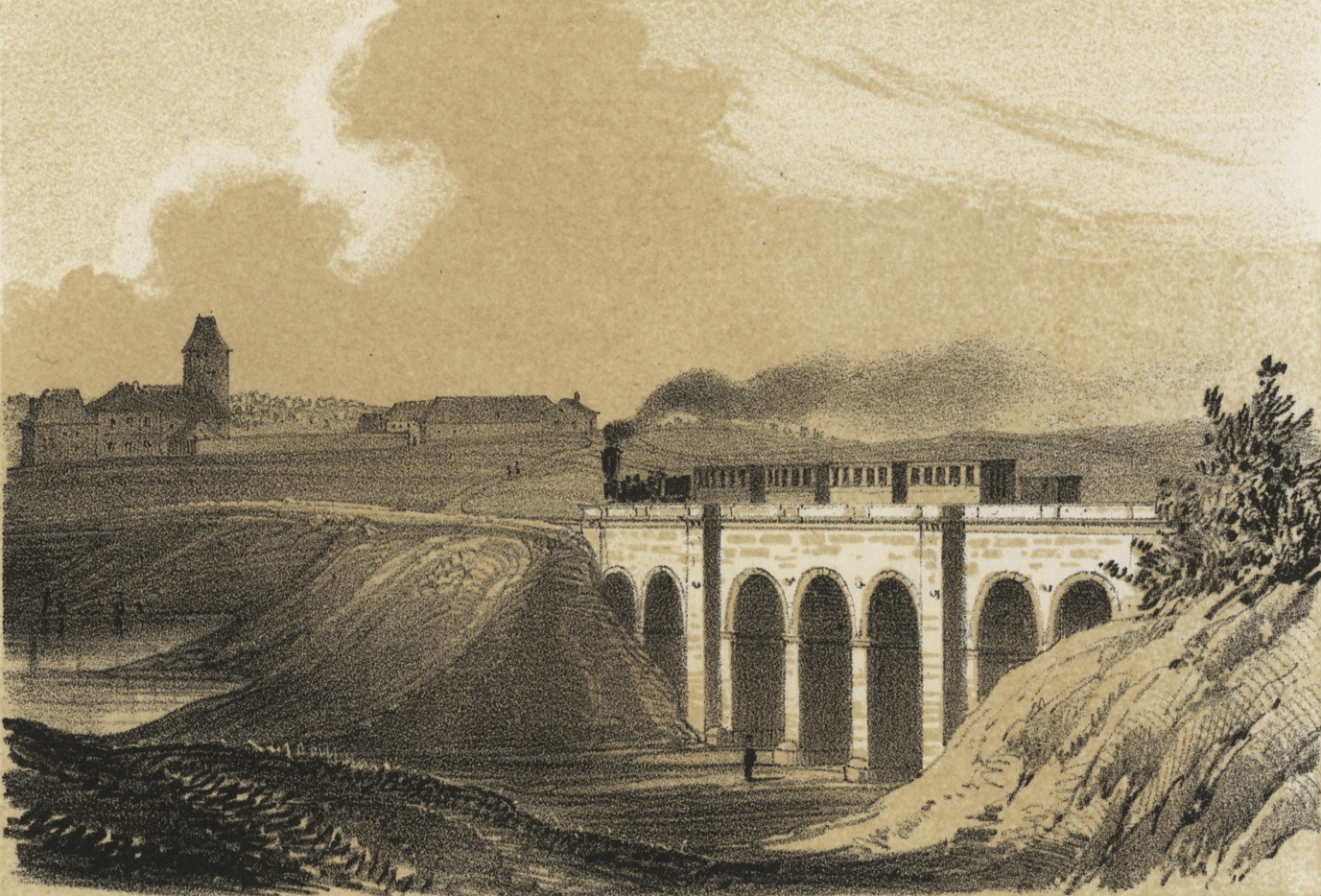
Kyje v roce 1845. V popředí železniční trať Olomouc–Praha.

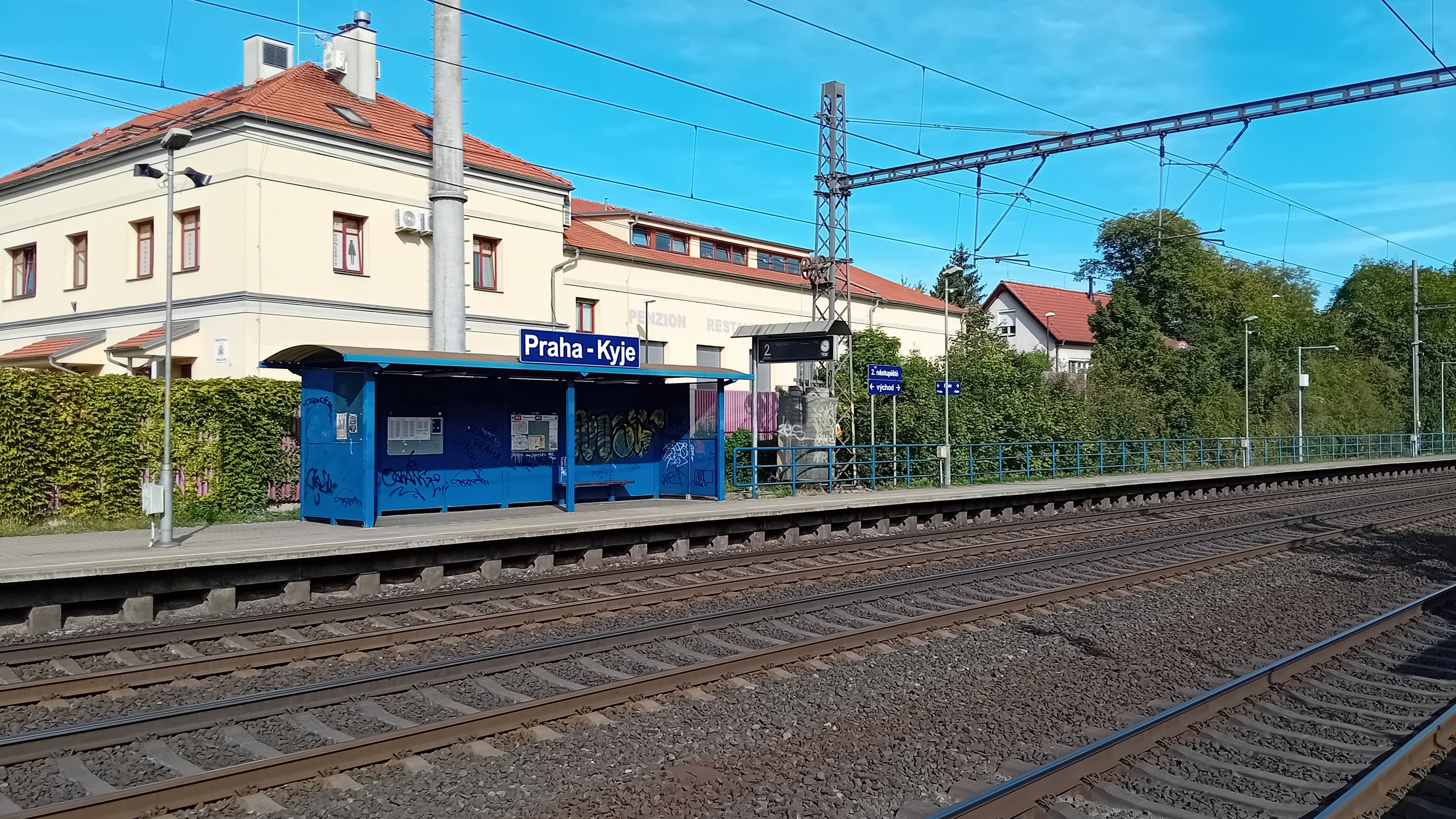
Železniční zastávka Praha-Kyje

Doba založení je neznámá. Místní jméno Kyje se vykládá jako ves Kyjovy rodiny. Vlastní jméno Kyj je doloženo k roku 1052, vzniklo ze staročeského zvolacího jména kyj, ale zřejmě nesouvisí s kyjem jako palicí, tedy jednoduchou zbraní – klackem na konci rozšířeném. I když pověsti praví, že název mohl vzniknout i od události, kdy bojovníci z Velké Moravy si ze dřeva v lesích nad Kyjským rybníkem vyrobili při svém tažení na Čechy, usedlé v té době okolo Vltavy, kyje.
První doložená zmínka o vsi pochází z formuláře biskupa Tobiáše, v němž se roku 1289 uvádí „in curia Kig“ (ve dvoře Kyjském). Jméno Kyje bylo ve středověku psáno mnohým způsobem, jako např. Kej, Key, Keja, Keje – poslední byl úředně užíván až do roku 1923.
Obec Kyje patřila ve 12. století ke statkům pražské diecéze (po knížeti českém byl nejbohatším vlastníkem, patřilo mu mnoho polností a vesnic hlavně v okolí dnešní Prahy). V bezprostředním okolí kostela se nacházelo sídlo – tvrz a manský dvůr, které patřily roku 1386 Ješkovi (Janovi) z Kyj, šafářovi na arcibiskupském dvoře. Po něm převzal dvůr a tvrz jeho syn Otík (1403), který byl místopísařem zemských desk a který připojoval ke kyjskému dvoru další sídla v okolí. Ve 14. století byla podle historika Neuwirtha z podnětu pražského arcibiskupa Arnošta z Pardubic vytvořena soustava rybníků na Rokytce, včetně dodnes existujícího Kyjského rybníka. V 16. století drželi tvrz Kyje s vesničkou staroměstští měšťané, kterým byla odňata a prodána jako trest za rebelii proti králi Ferdinandovi I. Vrchnostenské panství střídalo své majitele – někteří z nich jsou písemně doloženi, ale protože zde nepřebývali, tvrz pustla. V té době byla ves Kyje připojena k Dubči a spolu s ní se v době třicetileté války staly součástí panství uhříněveského, které tehdy patřilo knížecímu rodu Lichtenštejnů.
Kyje byly převážně zemědělská obec. Kroniky velmi podrobně dokládají rozsah polností, luk a zahrad a také, jak se na jednotlivých gruntech střídali jejich hospodáři. Byli zavázáni robotou, což znamenalo v první polovině 18. století robotovat na panském koňmo jeden den a pěšmo tři dny v týdnu. O žních pak po čtyři týdny každý den potah a pěší šest dní.
V obci v druhé polovině 18. až první polovině 19. století jen pozvolna přibývala stavení. Obyvatelé byli převážně zahrádkáři nebo drobnými řemeslníky. Živili se také na propachtovaných polích od dvora, o senách, žních a otavách robotovali. Podle tereziánského a josefínského katastru (z roku 1788 – tzv. Fassionsbuch) byl katastr obce Kyje rozdělen na XV. oddílů – pole se začala označovat podle polohy. Do prvního oddílu byla zahrnuta zastavěná plocha vesničky, v jejímž centru stál starodávný kostel. Ve druhém oddílu se nacházela bažina od mlýna až k chvalské cestě (oblast dnešního Kyjského rybníka) o rozloze 61130 sáhů čtverečních a panská pastviska u Lehovce a pole nad ním, sahajícím až k hranicím Hloubětína. Třetí oddíl byl nad rybníčkem od chvalské cesty až k chvalským hranicím s díly selských luk kyjských, zleva ležela chvalská luka, za mostem panské polnosti a pole několika statkářů. Čtvrtý oddíl se rozkládal na Hutích od cesty k Hutím až po chvalská pole. Pátý oddíl vedl od Hutí až k cestě na Satalice při cestě ze Kbel do Chval. I tam mělo pole několik kyjských občanů. Šestý oddíl vedl od hranic hloubětínských k cestě od Hutí k Satalicím a od Kbel k Satalicím. Sedmý oddíl zahrnoval pole táhnoucí se k Satalicím. Osmý tvořila pole od jezírka k cestě vedoucí od Kbel ke Chvalům. Devátý ležel na předních Čihadlech s bažinou od rybníka Počernického a končil u chvalských mezníků. Desátý byl u kříže na svahu – z pravé strany rybníka. Kromě polí na něm bývaly i panské louky a pastviny nad mlýnem u studánky. Jedenáctý oddíl zahrnoval pole ke Štěrboholům s hostavickým rybníkem (55 jiter a 756 sáhů). Jak patrno z výčtu, většinu území obce tvořily pole a úrodné, ale zatím neobdělávané pastviny. Jedno z největších hospodářství patřilo faře. Revizitační tabela udávala kvalitu orné půdy; šlo o černohnědou půdu ze 3/4 a 1/4 ve druhé kategorii. Nejvíce se pěstovalo žito. Chalupníci, podruzi a potažní sedláci pracovali na rozlehlých polích, s velmi malou možností kulturního vyžití. Pozemek pro učitele dosvědčuje, že tu už byla školní pastouška, do které mládež docházela ovšem jen v zimě. Zjara musely děti na pastviny, kde se samy vychovávaly v další robotnické dříče. Když se šeřilo, zažíhali obyvatelé svíce či petrolejky, knihy bývaly vzácností, zábavy se konaly jen o muzikách. Chalupy byly kryty došky a tak jediným kulturním povznesením z všednosti dní jim bývala jen výzdoba kostela – pozlátka a svíce.
V roce 1812 vznikla pod Lehovcem na břehu Kyjského rybníka osada. Vznikla v místech, kde stával dvůr knížete Aloise z Lichtenštejna (1780–1833), rakouského císařského generála. Podle gruntovní knihy z roku 1813 byla tato obec nazvána Aloisdorf. Nikoli z vděčnosti osadníků, jak se tradovalo, ale rozhodnutím vrchnostenských úředníků, dalo jméno knížete osadě jméno a obec se začala nazývat Aloisov. Dvůr byl zrušen a místní obyvatelé dostali rozparcelované pozemky pro výstavbu malých chaloupek, s dvorečkem a malou zahrádkou. Parcely jednotlivých domků dodnes pokračují od rybníka přes prašnou či blátivou cestu (dnešní Tálínská ulice) do kopce k lesu – ve stráni jsou dodnes zahrádky. Dole u rybníka bývalo hnojiště. Břeh rybníka, který sahal až k zahrádkám, po několikanásobném čištění rybníka se vytvořil břeh s cestou, podél které jsou stromy, rybáři mohou chytat ryby, u rybníka je malá hospůdka. V 50. letech se na rybníku konaly hokejové zápasy, rychlobruslařské závody a jiné sporty, podle toho, pokud rybník dostatečně zamrzl. V 60. letech 20. století byl rybník nedočištěn tak, že uprostřed rybníka vedla cesta mezi Aloisovem do Kyjí, přičemž vlevo byla bažina, vpravo rybník s mnoha poloostrůvky, vybíhajícími do rybníka (cesty, kterými se vyváželo z rybníka bahno) a potok Rokytka byla vedena pod Kyjemi. V současné době by měl být rybník čištěn čističkou za hrází a také biologicky navezeným umělým ostrovem, kde má sídlit vodní ptactvo. Na místě dnešní polikliniky Bioregena Medi Care (Na křižovatce: Vajgarská, dříve Kbelská – Tálínská, dříve Aloisov) bývalo smetiště a jezdívaly tam v srpnu na pouť (24. srpna – sv. Bartoloměje) poutě – houpačky a kolotoče. Lehovecký hřbet však nebyl zarostlý stromy jako dnes, ale byl holý s obnaženou skalní stěnou. Teprve později se v početných místních rodinách začaly parcely dělit a začala vznikat druhá řada domků pod cestou. Narodilo se tu hojně dětí, které chodily přes místo Pod Háji do chudé školy a v rybníce se zaučovaly v rybářském pytláctví, majíce se na pozoru před panským porybným, který obcházel rozlehlou hráz.
V padesátých letech dvacátého století komunistická strana usilovala o přejmenování severní části Kyjí (Aloisova) na název Moskva, ale žádost byla zamítnuta.[zdroj?]
V roce 1968 byly Kyje připojeny k Hlavnímu městu Praha.

## Pamětihodnosti
Roku 1720 byly v Kyjích: kostel, fara, dvůr panství uhříněvského a 7 stavení.

### Kostel sv. Bartoloměje

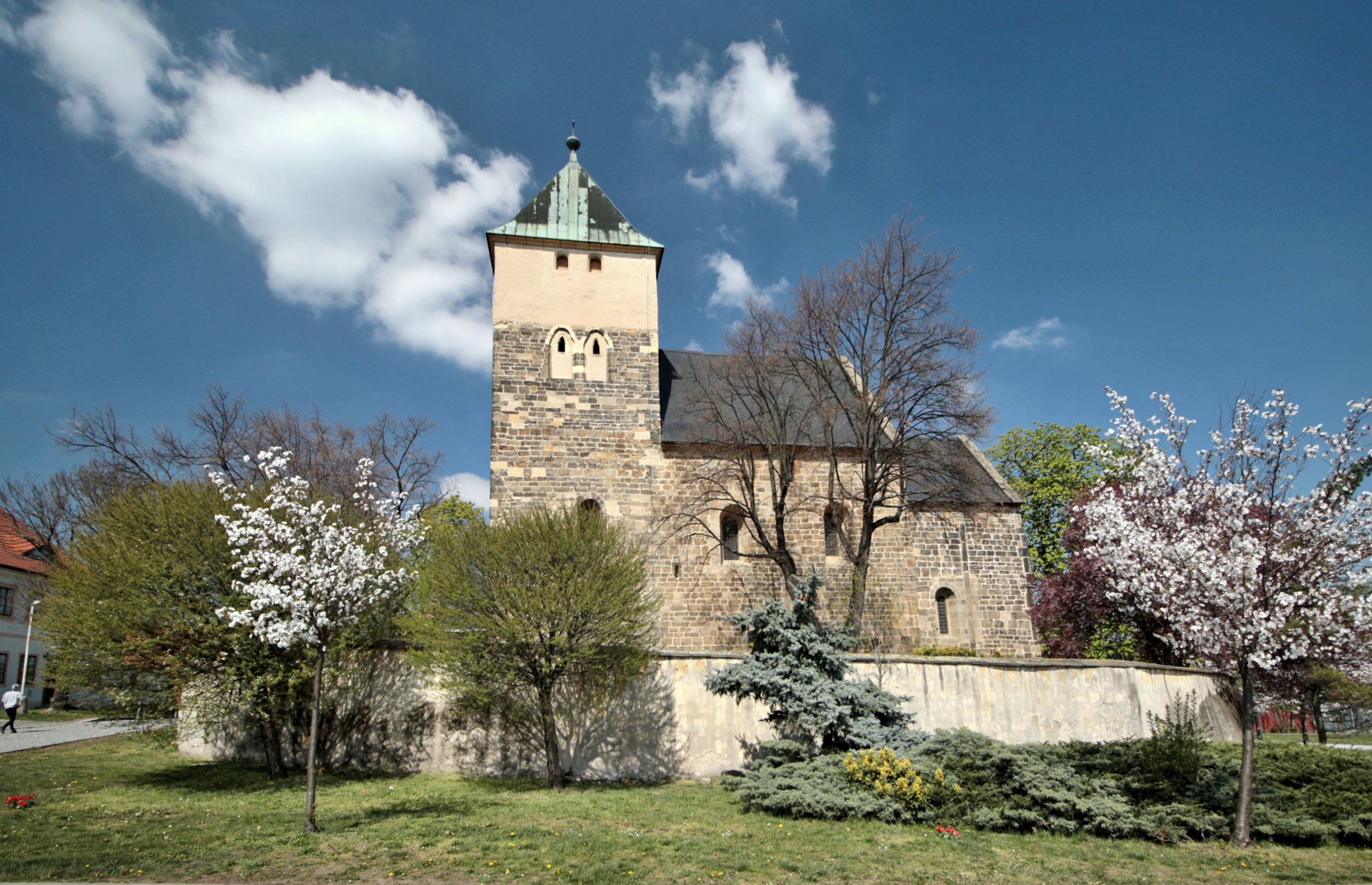
Kyjský kostel sv. Bartoloměje

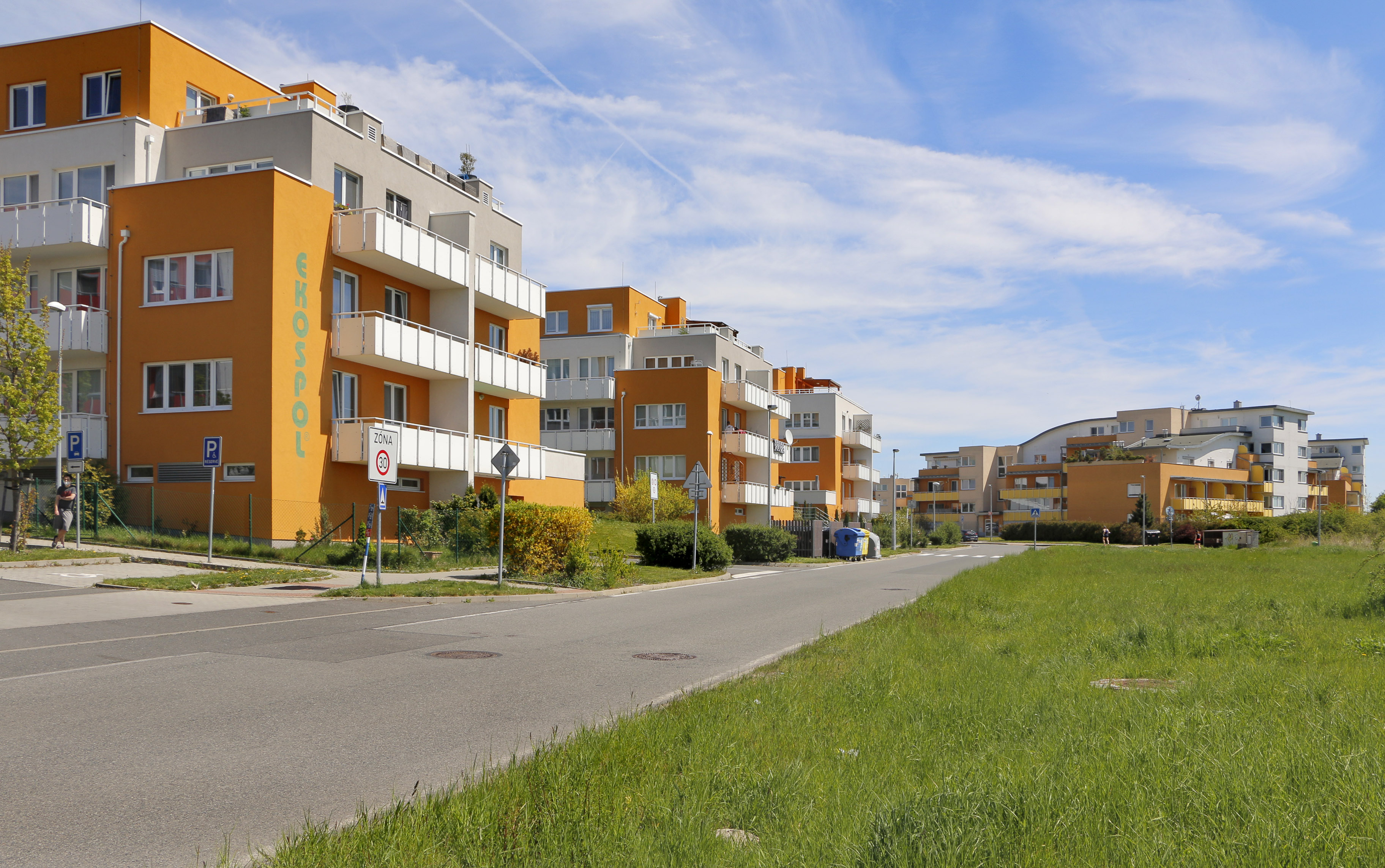
Sídliště v severní části Na Hutích

Kamenný románský kostel byl zřízen kolem roku 1260. V roce 1781 byl v presbytáři kostela nalezen dnes již zmizelý nápis: „Fundator huius eccelessiae Johannes Pragensis episcopus“ – tedy zakladatelem kostela by měl být pražský biskup Jan. Ovšem toho jména v historii najdeme hned čtyři pražské biskupy. Podle A. Podlahy (Posvátná místa království českého, 1907) by to mohl být už Jan I. (nejstarší z nich), za jehož biskupování v letech 1134 až 1139 mohl být kostel postaven. Podle opatrnějšího datování /kamenná kostelní stavba/ však zakladatelem kostela je nejspíše až třetí z pražských biskupských Janů, tedy Jan III. z Dražic. V té době se jednalo o pouhý hospodářský dvůr s několika staveními, roku 1720 víska se sedmi staveními. Ve dvoře zřejmě byla starodávná kaple. Není známo, kdy byl kostel zasvěcen sv. Bartoloměji. Vysvěcen byl po roce 1227 pražským biskupem Janem II. Proti kostelu stojí barokní budova fary.

### Hospoda
První doložená hospoda byla v čp. 8 roku (1739) a patřila Václavu Langrovi. Tento hostinský si vedl poměrně dobře, měl poměrně značný majetek (20 strichů rolí a luk), ale hlavně byla jeho živnost osvobozena od povinnosti přenocování a přechovávání vojska, dále od přípřeže a roboty, od kontribucí a rozličných zemských knížecích daní, které se uvolila platit sama vrchnost. Od stejných povinností byla osvobozena i kovárna, která vznikla roku 1769. Kdyby hospoda nebo kovárna vyhořely, existovalo pro tuto situaci ukotvení tohoto pravidla: vrchnost by dala ze svých lesů dříví, polovici zdarma, druhou za nižší cenu. Hostinský či kovář však měli povinnost si sami dříví pokácet a odvézt. Do knížecího důchodu uhřiněvského panství platila hospoda každoročně pevný nájem 40 zlatých a z každého vyšenkovaného sudu piva 21 krejcarů. O muzikách musel platit hostinský nápojovou daň.

### Panský mlýn
Od roku 1739 je rovněž v obci připomínán panský mlýn čp. 17. Patřily k němu velké zahrady a postupně vlastníci přikupovali další polnosti a luka.